# Jakob Friedrich von Fritsch

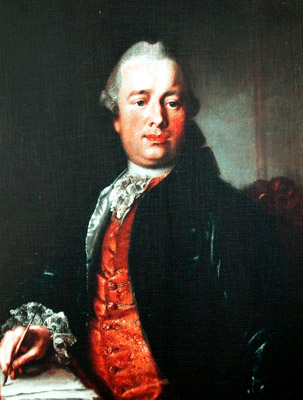
Jakob Friedrich von Fritsch

Jakob Friedrich Freiherr von Fritsch (* 22. März 1731 in Dresden; † 13. Januar 1814 in Weimar) war ein sächsischer Staatsmann.

## Leben und Wirken
Fritsch stammte aus einer freiherrlichen Familie. Er war der älteste Sohn (sechs Geschwister) des Thomas von Fritsch und dessen Ehefrau Johanna Sophie von Winckler. Fritsch studierte Rechtswissenschaften und nach erfolgreichem Abschluss 1754 bekam er von Herzog Ernst August II. eine Anstellung in dessen Eisenacher Verwaltung.
1756 ging er in gleicher Funktion nach Weimar und wurde dort zum „Geheimen Referendar“ ernannt. Als solcher war Fritsch zwischen 1762 und 1800 Mitglied des Geheimen Consiliums. Unter Anna Amalia von Braunschweig-Wolfenbüttel übernahm ab 1767 Fritsch die Leitung deren Verwaltung. Im Jahr 1762 gründete er mit Brüdern der zuvor aufgelösten Jenaer Loge die Weimarer Freimaurerloge „Anna Amalia zu den drei Rosen“, die er zeitweise als Meister vom Stuhl leitete.
Fritsch war mit Johanna Sophie von Haeseler (* 29. September 1735; † 14. Oktober 1830) verheiratet und hatte zwei Söhne, Friedrich August von Fritsch und Karl Wilhelm von Fritsch.
1772 betraute man Fritsch im Rang eines „Wirklichen Geheimen Rats“ mit der Leitung des Gesamtministeriums. Als Großherzog Karl August 1775 volljährig wurde und die Regierungsgeschäfte übernahm, votierte Fritsch als Einziger gegen die Aufnahme Johann Wolfgang von Goethes in das Weimarer Geheime Consilium. 1800 legte Fritsch – infolge seines immer schlimmer werdenden Augenleidens – alle seine Ämter nieder und zog sich ins Privatleben zurück.
Freiherr von Fritsch starb im Alter von beinahe 83 Jahren am 13. Januar 1814 in Weimar und fand dort auch seine letzte Ruhestätte.
Zwei Briefbände des Archivs auf Schloss Seerhausen mit 256 historisch wertvollen Briefen an Jakob Friedrich von Fritsch und seinen Sohn Karl Wilhelm von Fritsch, darunter 25 von Johann Wolfgang von Goethe, konnte die Familie sicherstellen. Die Erbengemeinschaft übergab sie 2011 dem Sächsischen Staatsarchiv.
Nach dem Tod seiner älteren Schwester erbte er deren Rittergut Großgestewitz, das er seinem Sohn überließ.

## Rezeption
Als Goethe das Schauspiel Torquato Tasso verfasste, diente ihm Freiherr von Fritsch als Vorbild für den Politiker Antonio Montecatino.